# Columbarium pagoda
Espèce
L'espèce Columbarium pagoda est un mollusque appartenant à la famille des Columbariidae.
- Répartition : Japon.
- Longueur : 6 cm.

## Sous-espèces
D'après le World Register of Marine Species :
- Columbarium pagoda pagoda

## Source
- Arianna Fulvo et Roberto Nistri (2005). 350 coquillages du monde entier. Delachaux et Niestlé (Paris) : 256 p.  (ISBN 2-603-01374-2)